# Vittorio Sereni
Vittorio Sereni (Luino, Llombardia, 1913 — Milà, 1983) va ser un poeta i traductor italià. La seva poesia té un estil realista, amb una forta component moral. De la seva temàtica en destaquen les seves pròpies experiències bèl·liques durant la Segona Guerra Mundial a Grècia i Sicília i el seu captiveri a l'Àfrica. Com a traductor va traduir obres de Pierre Corneille, Paul Valéry o William Carlos Williams.

## Obres
- Frontiera (1941)
- Diario d'Algeria (1947)
- Una polvere d'anni di Milano, Maestri, Milà (1954)
- Non sanno d'essere morti, San Rafael (1955)
- Frammenti di una sconfitta-Diario bolognese, Scheiwiller, Milà (1957)
- Gli strumenti umani (1965)
- Dodici poesie, Sommaruga, Verona (1966, con una aiguafort de Pio Semenghini, 125 exemplares)
- Un posto in vaccanza (1971)
- Addio Lugano bella, Edizioni dell'Upupa, Firenze (1971, con seis serigrafias d'Ernesto Treccani)
- Sei poesie, Galleria L'incontro, Milano (1972)
- Rapsodia breve (con introduciò de Lento Goffi), Il Farfengo, Brescia 1979